# Charles A. Halleck
Charles Abraham Halleck (ur. 22 sierpnia 1900 w De Motte, zm. 3 marca 1986 w Lafayette) – amerykański polityk ze stanu Indiana, który związany był z Partią Republikańską.
Urodzony w De Motte w hrabstwie Jasper w Indianie, Halleck służył w piechocie w czasie I wojny światowej. Po odbyciu służby wojskowej studiował prawo na uniwersytecie stanowym.
Po śmierci kongresmena elekta Fredericka Landisa w roku 1935 zajął jego miejsce, jako reprezentanta 2. okręgu stanu Indiana. W Izbie zasiadał do roku 1969.
Jego pozycja rosła: w latach 1947–1949 i 1953–1955 przywódcą większości, zaś 1959–1965 liderem mniejszości.
Koniec jego rządów we frakcji nastąpił na skutek buntu tzw. młodoturków, czyli młodszych republikańskich kongresmenów, którzy mieli dość jego skostnienia i konserwatyzmu. Jednym z przywódców buntu był kongresmen z Michigan Gerald Ford, który zajął miejsce Hallecka.
Halleck zmarł w Lafayette w Indianie.